# Eucereon conspicuum
Eucereon conspicuum är en fjärilsart som beskrevs av Rothschild 1912. Eucereon conspicuum ingår i släktet Eucereon och familjen björnspinnare. Inga underarter finns listade i Catalogue of Life.